# Lotus 1-2-3
Lotus 1-2-3 (čti raz-dva-tři) je tabulkový procesor, který byl vyvíjen firmou Lotus Software. Program se jmenuje 1-2-3, protože v něm byly integrovány 3 věci: tabulky, grafy a základní databázové funkce. Lotus 1-2-3 je považován za jednu z aplikací, díky které se počítače IBM PC prosadily ve firmách.

## Historie
Lotus 1-2-3 byl poprvé vydán 26. ledna 1983 a již během svého prvního roku překonal v prodejích tehdy nejpopulárnější tabulkový procesor VisiCalc. V následujících letech se jednalo o nejrozšířenější tabulkový procesor pro IBM PC. Byl oblíben pro svou rychlost, která vyplývala z toho, že program byl celý naprogramován v optimalizovaném jazyce symbolických adres a z toho, že pro obrazovkový výstup nepoužíval pomalé rutiny BIOSu, ale přímo přistupoval ke grafickému hardware.
Firma Lotus byla v roce 1995 koupena společností IBM. Lotus 1-2-3 byl vyvíjen do roku 2013  jako součást kancelářského balíku Lotus Smart Suite.
Program se opozdil v přechodu na Windows a byl postupně vytlačen z trhu konkurenční aplikací Excel společnosti Microsoft.

## Uživatelské funkce
Název „1-2-3“ vzešel z integrace tří hlavních funkcí produktu: spolu s hlavní funkcí tabulkového procesoru nabízel 1-2-3 také integrální vytváření grafů/grafů a základní databázové operace.
Datové funkce zahrnovaly třídění dat v libovolném definovaném obdélníku podle pořadí informací v jednom nebo dvou sloupcích v obdélníkové oblasti. Zarovnání textu v rozsahu do odstavců umožnilo jeho použití jako primitivní textový procesor.
Měl vyskakovací menu řízená klávesnicí a také jednotlačítkové příkazy, díky čemuž bylo ovládání rychlé. Bylo také uživatelsky přívětivé a zavedlo ranou instanci kontextové nápovědy přístupné klávesou F1.